# دارل رابرتس
دارل رابرتس (به انگلیسی: Darrell Roberts) متولد ۲۲ ژوئن ۱۹۷۴، (۱ تیر ۱۳۵۳)، گیتاریست پیشین گروه آمریکایی فایو فینگر دث پانچ بود.

## حرفه
در سال ۲۰۰۲ دارل رابرتز به عنوان یکی از اعضای گروه هوی متال وسپ شروع به کار کرد. در سال ۲۰۰۵ او گروه را ترک کرد و به گروه هوی متال مستقر در لاس وگاس، فایو فینگر دث پانچ پیوست.